# Coulanges-la-Vineuse
Coulanges-la-Vineuse é uma comuna francesa na região administrativa de Borgonha-Franco-Condado, no departamento de Yonne. Estende-se por uma área de 10,58 km². Em 2010 a comuna tinha 834 habitantes (densidade: 78,8 hab./km²).